# Mozilla Application Suite
Mozilla Application Suite (från början känd som Mozilla, marknadsförd som Mozilla Suite) var en webbläsare och e-postklient byggd med öppen källkod. Det fanns dessutom en enkel wysiwyg-editor för att redigera webbsidor, en kalender och en enkel IRC-klient med i programpaketet.
Utvecklingen av Mozilla sköttes av Mozilla Organization från 1998 till 2003. 2003 togs utvecklingen över av Mozilla Foundation, men runt 2005-2006 valde man att lägga ner projektet för att starta utvecklingen av en efterföljare vid namn SeaMonkey som baserades på kod från Mozilla.

## Funktioner
Bland Mozillas utmärkande funktioner kan nämnas:
- Fönsterblockerare - Mozilla kan blockera popup-reklam utan att vanliga webbsidor med popups slutar fungera. Enskilda webbplatser kan tillåtas öppna fönster vid behov.
- Filter - Mozillas e-postklient kan lära sig från exempel vad som är skräppost och vad som är riktig post. Tekniken bygger på så kallade Bayesianska nätverk.
- Flikar - användaren kan ha flera webbsidor öppna i varje fönster genom att öppna dem i så kallade flikar. Flikar går att använda på många sätt för att underlätta surfandet; för att ha ordning på öppna sidor, eller för att låta länkar ladda i egna flikar i bakgrunden medan användaren läser en sida.
- Tillägg - Mozilla är gjord för att enkelt kunna utökas med funktionalitet med hjälp av små insticksprogram. En stor mängd sådana program finns gratis tillgängliga och rymmer det mesta som användare kan tänkas sakna från andra webbläsare.

## Historik
Mozilla utvecklades av företaget Netscape som en ersättare för den gamla trotjänaren Netscape Navigator 4 (NN). NN hade länge den absolut största delen av marknaden, men efter att Microsoft började skicka med sin webbläsare Internet Explorer (IE) i Windows krympte Netscapes andel snabbt. Den stora delen användare bytte förmodligen till IE av ingen annan anledning att det var den som startade när de klickade på "Internet" i Windows. Spiken i kistan var ändå när IE 5 lanserades år 1999, ty då var det uppenbart att tekniken hade sprungit ifrån NN. 
Året innan hade Netscape redan insett vad som höll på att hända och konstaterat att det skulle krävas drastiska åtgärder för att inte förlora fästet på marknaden. Den 22 januari 1998 gav Netscape sålunda ut ett pressmeddelande där de tillkännagav att de tänkte släppa källkoden till NN4 fri. Det var en åtgärd som då saknade motstycke. Åsikterna gick kraftigt isär om huruvida det var ett genidrag, ren galenskap eller ett tecken på desperation. Netscape hoppades på att programmerare från hela världen skulle strömma till och hjälpa Netscape att utveckla nästa version. Möjligen var Netscape inspirerade av operativsystemet GNU/Linux som nått stora framgångar med en liknande modell.
Efter en tids arbete visade det sig dock att det var svårt att komma vidare med den gamla Netscape-källkoden. Den hade byggts på och förbättrats steg för steg under många år, tills den var ett komplicerat lapptäcke. Man tvingades därför fatta det drastiska beslutet att kasta allt man hade och börja om. Från nästan ingenting började man sålunda bygga nästa generations webbläsare från grunden. Projektet fick namnet Mozilla och efter flera års arbete släpptes Mozilla v1.0 den 5 juni 2002. Det finns numera även en "variant av" Mozilla (endast webbläsaren) som heter Mozilla Firefox. Denna version innehåller dock ingen e-postklient; istället finns ett eget program Mozilla Thunderbird för detta. Även möjlighet till redigering av webbsidor saknas i Mozilla Firefox, men ett projekt utvecklar Nvu, som är en enskild ersättare till Composer.